# ATP Volvo International 1989
Il Volvo International 1989 è stato un torneo di tennis giocato sul cemento del Stratton Mountain Resort di Stratton Mountain negli Stati Uniti. Il torneo fa parte del Nabisco Grand Prix 1989. Si è giocato dal 31 luglio al 7 agosto 1989.

## Campioni

### Singolare maschile
Brad Gilbert ha battuto in finale  Jim Pugh con il punteggio di 7–5, 6–0

### Doppio maschile
Mark Kratzmann /  Wally Masur hanno battuto in finale  Pieter Aldrich /  Danie Visser con il punteggio di 6–3, 4–6, 7–6